# Fruktans lön (film, 2024)
Fruktans lön (originaltitel: Le salaire de la peur) är en fransk action- och dramafilm från 2024. Filmen är regisserad av Julien Leclercq, som även skrivit manus tillsammans med Hamid Hlioua. Filmen hade  premiär den 29 mars 2024 på Netflix är en nyinspelning på filmen med samma namn från 1953.

## Handling
Filmen kretsar kring ett gäng som för att förhindra en brinnande oljekälla från att explodera anlitas för att frakta nitroglycerin genom ett farligt ökenlandskap.

## Rollista (i urval)
- Franck Gastambide
- Alban Lenoir
- Sofiane Zermani
- Ana Girardot